# Mogens Sauer Larsen
Mogens Sauer Larsen (født 1942) er en tidligere dansk atlet. Han var som ungdom medlem af Ben Hur i København, kom som junior til AGF i Århus.

## Danske mesterskaber
- Bronze 1964 400 meter 49.9
- Guld 1963 400 meter 49.0